# The Night Before (The Beatles)
The Night Before is een lied dat in 1965 werd uitgebracht op de soundtrack van Help!, de tweede speelfilm van de Britse popgroep The Beatles. Hoewel het nummer op naam staat van het schrijversduo Lennon-McCartney, is het nummer geschreven door Paul McCartney. In de film is te zien hoe The Beatles het nummer playbacken.

## Achtergrond
Nadat Paul McCartney in 1963 een relatie kreeg met de actrice Jane Asher, ging hij wonen in het huis van haar ouders aan Wimpole Street in Londen. In dit huis componeerde hij verschillende nummers van The Beatles, zoals And I Love Her, Eleanor Rigby en I Want to Hold Your Hand. Waarschijnlijk schreef McCartney ook The Night Before in het huis van de familie Asher.
Het nummer wordt gekenmerkt door het gebruik van een elektrische piano, bespeeld door John Lennon. Een ander opvallend element is de gitaarsolo die het nummer bevat. Deze werd gespeeld door zowel McCartney als George Harrison. Beiden speelden dezelfde solo, maar de ene solo werd één octaaf hoger gespeeld dan de andere.

## Vertolking in de film
Van 3 tot 5 mei 1965 waren The Beatles op de Salisbury Plain om opnamen te maken voor de film Help!. In de film is te zien hoe ze The Night Before en Harrisons I Need You spelen.

## Opnamen
The Night Before werd op 17 februari 1965 opgenomen door The Beatles in de Abbey Road Studios in Londen. Het nummer werd in twee takes opgenomen, waarbij McCartneys zang dubbel werd opgenomen.

## Release
The Night Before werd in het Verenigd Koninkrijk en de Verenigde Staten op respectievelijk 6 en 13 augustus 1965 uitgebracht op het album Help!.
Vanaf 1962 traden The Beatles regelmatig op voor verschillende BBC-radioprogramma's. Op 26 mei 1965 gaven The Beatles hun laatste optreden voor deze omroep. Tijdens dit optreden speelden ze onder andere The Night Before.

## Credits
- Paul McCartney - zang, basgitaar, leadgitaar
- John Lennon - achtergrondzang, elektrische piano (pianet)
- George Harrison - achtergrondzang, leadgitaar
- Ringo Starr - drums, percussie